# Kunstverein Kärnten

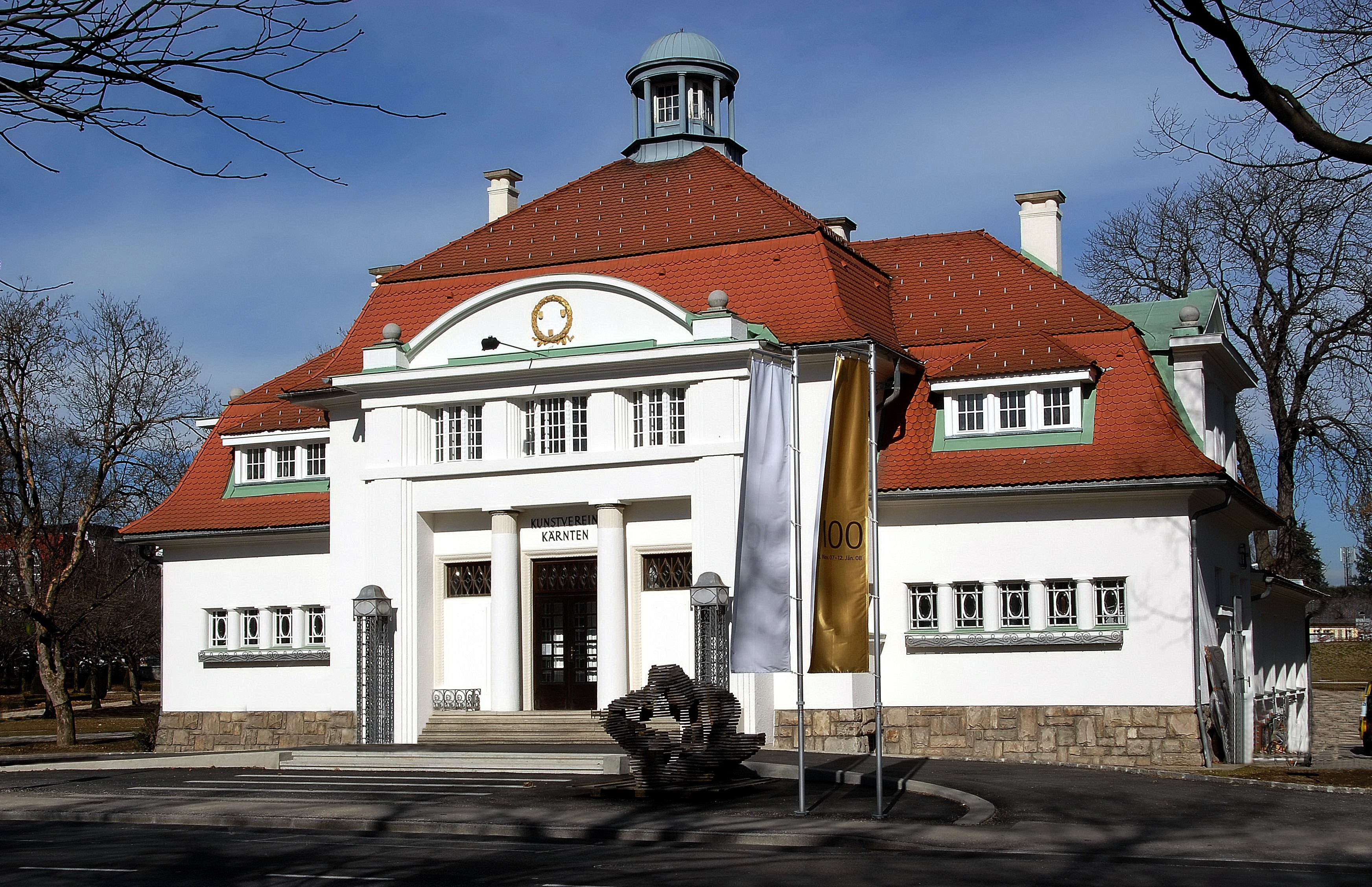
Das Künstlerhaus Klagenfurt

Der Kunstverein Kärnten, gegründet als Kunstverein für Kärnten, ist eine seit 1907 bestehende österreichische Künstlervereinigung.
„Das Ziel bestand von Beginn an darin, das Interesse des Publikums zu wecken, das Kunstverständnis zu bilden und den Kärntner Künstlern und Künstlerinnen (zu Beginn des 20. Jahrhunderts waren diese eher in der Minderzahl) eine breite Plattform für Inszenierung und Präsentation zu bieten.“
Als Gründer und erster Präsident des Kunstvereins trat Freiherr Ferdinand von Helldorff auf, freischaffender Maler mit besten Verbindungen zum Adel und Großbürgertum, dem es gelang, aus Anlass des 60-jährigen Regierungsjubiläums Kaiser Franz Josefs 1908 ein eigenes Ausstellungshaus finanziert zu bekommen – das 1913 fertiggestellte, heute denkmalgeschützte Künstlerhaus Klagenfurt. Als Architekt wurde Franz Baumgartner herangezogen. Dieser errichtete ein villenartiges Ausstellungshaus. Bedeutende Mitglieder des Kunstvereins waren und sind unter anderem Norbertine Bresslern-Roth, Sebastian Isepp, Ludwig Heinrich Jungnickel, Kiki Kogelnik, Anton Kolig, Thaddäus Kolig, Cornelius Kolig, Jan Milan Krkoška, Maria Lassnig, Oskar Mulley, Hermann Poschinger, Josef Stoitzner, Konstantin Stoitzner, Franz Wiegele, Reimo Wukounig.
Seit 2000 führt der Verein den modernisierten Namen Kunstverein Kärnten.